# Epicaerus panamensis
Epicaerus panamensis — вид жуків-довгоносиків підродини Entiminae. Описаний у 2022 році. Зразки були зібрані на культурних сортах картоплі або навколо них в окрузі Тьєррас-Альтас в провінції Чирикі на заході Панами.